# Escut del Paraguai
L'escut del Paraguai, més aviat un segell que no un escut heràldic, fou adoptat pel Congrés Suprem el 1812, sense que se n'indiqués ni la forma ni els atributs. En la seva forma actual, segueix essencialment l'utilitzat durant la presidència de José Gaspar Rodríguez de Francia, aparegut el 1823 i descrit a la Constitució de 1842.
És de forma circular, d'argent, al centre del qual hi figura una rodella d'atzur carregada d'una estrella de cinc puntes d'or, acompanyada d'una palma a la destra i un ram d'olivera a la sinistra, lligats a la punta amb un llaç amb els colors de la bandera estatal. Tot al volt, una orla de gules carregada amb una inscripció en lletres majúscules d'or que reflecteix el nom oficial de l'Estat en espanyol: REPÚBLICA DEL PARAGUAY ('República del Paraguai').

Revers de l'escut

L'escut apareix al centre de la bandera del Paraguai, on té una forma diferent per a l'anvers –que és la descrita més amunt i conforma l'anomenat «escut oficial»– i per al revers, on el segell –conegut com l'«escut d'Hisenda»– té com a motiu central un lleó assegut que porta acoblada al darrere una pica coronada amb un barret frigi; al damunt hi figura una cinta de gules amb el lema nacional PAZ Y JUSTICIA ('Pau i justícia') en lletres d'or. Aquest lema és la transposició escrita del ram d'olivera i la palma de l'anvers.